# Маршал авиации (Италия)
Маршал авиации (итал. Maresciallo dell'aria) — высшее воинское звание в Королевских ВВС Королевства Италия в 1933—1946 годах. Соответствует званию «Маршал Италии» в Королевской армии и «Великий адмирал» в Королевских ВМС. Является «пятизвёздным» званием (по применяемой в НАТО кодировке — OF-10).

## История
Звание было учреждено 29 июля 1933 года вместе со званием «Генерал авиации». 13 августа 1933 года было присвоено Итало Бальбо. Более никому и никогда не присваивалось.
Звание было упразднено в 1946 году после падения монархии в Италии.